# Arundinoideae
Le Arundinoidee (Arundinoideae Burmeist.) sono una piccola sottofamiglia delle Poacee (o Graminacee).

## Biologia
Si tratta di piante C3.

## Tassonomia
La sottofamiglia comprende i seguenti generi
- Tribù Arundineae
  - Amphipogon R.Br.
  - Arundo L.
  - Calamtrisetum Charit.
  - Dregeochloa Conert
  - Monachather Steud.

- Tribù Crinipedeae
  - Crinipes Hochst.
  - Elytrophorus P.Beauv.
  - Leptagrostis C.E.Hubb.
  - Piptophyllum C.E.Hubb.
  - Pratochloa Hardion
  - Styppeiochloa De Winter

- Tribù Molinieae
  - Hakonechloa Makino ex Honda
  - Molinia Schrank
  - Moliniopsis Hayata
  - Phragmites Adans.
- incertae sedis
  - Dichaetaria Nees ex Steud.
  - Nematopoa C.E.Hubb.